# Yvonne Bönisch
Yvonne Snir-Bönisch (Ludwigsfelde, 29 de diciembre de 1980) es una deportista alemana que compitió en judo.
Participó en dos Juegos Olímpicos de Verano, en los años 2004 y 2008, obteniendo una medalla de oro en Atenas 2004, en la categoría de –57 kg.
Ganó dos medallas de plata en el Campeonato Mundial de Judo, en los años 2003 y 2005, y dos medallas de plata en el Campeonato Europeo de Judo, en los años 2002 y 2007.
Después de retirarse de la competición, ejerció de entrenadora del equipo olímpico femenino de Israel, y desde 2021 del equipo olímpico de Austria.

## Palmarés internacional
| Juegos Olímpicos   | Juegos Olímpicos    | Juegos Olímpicos | Juegos Olímpicos |
| Año                | Lugar               | Medalla          | Categoría        |
| ------------------ | ------------------- | ---------------- | ---------------- |
| 2004               | Atenas (Grecia)     | Medalla de oro   | –57 kg           |
| Campeonato Mundial |                     |                  |                  |
| Año                | Lugar               | Medalla          | Categoría        |
| 2003               | Osaka (Japón)       | Medalla de plata | –57 kg           |
| 2005               | El Cairo (Egipto)   | Medalla de plata | –57 kg           |
| Campeonato Europeo |                     |                  |                  |
| Año                | Lugar               | Medalla          | Categoría        |
| 2002               | Maribor (Eslovenia) | Medalla de plata | –57 kg           |
| 2007               | Belgrado (Serbia)   | Medalla de plata | –57 kg           |